# مؤسسه فرهنگی ورزشی ایران‌خودرو
مؤسسه فرهنگی ورزشی ایران‌خودرو یک باشگاه ورزشی در ایران است که در سال ۱۳۴۶ تأسیس شده و به ایران خودرو وابسته است. این باشگاه در ورزش کارگری، ورزش همگانی و ورزش حرفه‌ای و در رشته‌های فوتبال، والیبال، بسکتبال، شنا، کشتی، بدنسازی، دو و میدانی و باستانی فعال است. محل باشگاه ایران‌خودرو در ورزشگاه ایران‌خودرو، پیکان‌شهر قرار دارد.

## نام
این باشگاه تا پیش از ۱۸ اردیبهشت ۱۳۸۰ مؤسسه فرهنگی ورزشی پیکان نام داشت.

## تیم‌های زیرمجموعه
- باشگاه فوتبال پیکان تهران
- باشگاه والیبال پیکان تهران
- باشگاه فوتسال تام ایران‌خودرو (منحل‌شده)

## افتخارات

### ورزش کارگری
ایران خودرو در عرصه ورزش کارگری مقام‌های بسیار زیاد در رشته‌های مختلف دارد.

### ورزش قهرمانی
فوتبال
- مسابقات فوتبال نوجوانان تهران
  - قهرمان (۲): ۱۳۸۹–۱۳۸۸، ۱۳۸۸–۱۳۸۷

والیبال
- والیبال قهرمانی باشگاه‌های آسیا
  - قهرمان (۶): ۲۰۰۰، ۲۰۰۶، ۲۰۰۷، ۲۰۰۸، ۲۰۰۹، ۲۰۱۲
  - نایب‌قهرمان (۲): ۱۹۹۸، ۲۰۰۴
  - سوم (۱): ۱۹۹۹
- والیبال قهرمانی باشگاه‌های جهان
  - سوم (۱): ۲۰۱۰

بسکتبال
- لیگ برتر بسکتبال ایران
  - نایب‌قهرمان (۱): ۱۳۷۸

شمشیربازی
- لیگ برتر شمشیربازی ایران
  - اپه
    - دوم (۲): ۱۳۸۳، ۱۳۸۶

  - فلوره
    - اول (۱): ۱۳۸۶

  - سابر
    - اول (۲): ۱۳۸۳، ۱۳۸۶

دوچرخه‌سواری
- لیگ برتر دوچرخه‌سواری ایران
  - اول (۳): ۱۳۸۱، ۱۳۸۲، ۱۳۸۳
  - سوم (۱): ۱۳۸۷
- تور بین‌المللی دوچرخه‌سواری کرمان
  - اول (۱): ۲۰۰۷
  - سوم (۱): ۲۰۰۵

واترپلو
- لیگ برتر واترپلو ایران
  - قهرمان (۱): ۱۳۸۲

اسکی
- مسابقات بین‌المللی دهه فجر
  - قهرمان (۱): ۱۳۷۹
- مسابقات بین‌المللی اسکی–اسنوبرد
  - قهرمان (۱): ۲۰۰۵

رالی
- مسابقات رالی قهرمانی کشور
  - کلاس ۱۴۰۰ تیمی
    - قهرمان (۱): اسفند ۱۳۸۵، تیر ۱۳۸۹، آبان ۱۳۸۹

  - کلاس ۱۶۰۰ تیمی
    - قهرمان (۱): تیر ۱۳۸۹

  - کلاس ۲۰۰۰ تیمی
    - قهرمان (۱): اردیبهشت ۱۳۸۶
- مسابقات رالی کاخ خورشید
  - کلاس ۱۴۰۰ تیمی
    - قهرمان (۱): ۱۳۸۶
- مسابقات رالی بهاره جام صلح و ورزش
  - کلاس ۱۴۰۰ تیمی
    - قهرمان (۱): ۱۳۸۴